# Henry Martínez
Henry Martínez (San Pedro Sula, Honduras, 27 de septiembre de 1988) es un futbolista hondureño. Juega como delantero y actualmente milita en el Honduras Progreso de la Liga Nacional de Honduras.

## Clubes
| Club              | País           | Año             |
| ----------------- | -------------- | --------------- |
| Real España       | Honduras       | 2007 - 2009     |
| Hispano F.C.      | Honduras       | 2009            |
| Nejapa F.C.       | El Salvador    | 2010            |
| Vida              | Honduras       | 2010            |
| Real España       | Honduras       | 2011            |
| Heredia           | Guatemala      | 2011 - 2012     |
| Hispano F.C.      | Honduras       | 2012            |
| Miami United      | Estados Unidos | 2013            |
| Real Sociedad     | Honduras       | 2013 - 2016     |
| Honduras Progreso | Honduras       | 2017 - Presente |